# Proteste contro la guerra a Sarajevo del 1992
Le proteste contro la guerra a Sarajevo del 1992 si tennero il 5 aprile davanti al palazzo del parlamento della Repubblica di Bosnia ed Erzegovina.

## Contesto
Nel 1980 morì il maresciallo Tito, presidente della Repubblica Socialista Federale di Jugoslavia. Negli anni successivi crescenti sentimenti nazionalisti si fecero sentire in tutte le repubbliche jugoslave. Con lo scioglimento della Lega dei Comunisti di Jugoslavia e le prime elezioni libere, i partiti etno-nazionali ottennero largo consenso tra la popolazione. Nel 1990 e nel 1991 vennero indetti due referendum in Slovenia e in Croazia, che portarono alla dichiarazione di indipendenza dei due nuovi stati dalla Jugoslavia e all'intervento dell'Armata popolare jugoslava contro le secessioni. La stessa situazione si ripeté in Bosnia Erzegovina, dove tuttavia convivevano diversi gruppi nazionali: serbi, croati e musulmani bosniaci.

## La manifestazione
Nella primavera del 1992 si registrarono i primi scontri anche in Bosnia Erzegovina. Ciò fece maturare un'opposizione da parte della cittadinanza di Sarajevo, la quale decise di agire.
Il 5 aprile 1992, in risposta agli eventi bellici in corso in Bosnia ed Erzegovina, 100.000 persone di tutte le nazionalità presero parte a una manifestazione per la pace a Sarajevo. Lo scopo era quello di far capire alla coalizione dei tre principali partiti nazionalisti (Partito d'Azione Democratica, Unione Democratica Croata di Bosnia ed Erzegovina e Partito Democratico Serbo) che Sarajevo e la Bosnia avrebbero potuto vivere insieme in armonia. Questo approccio era ostacolato dalle forze politiche che erano guidate da una visione etnocentrica, cioè uno stato con una sola etnia, quindi impossibile da realizzarsi poiché la Bosnia non ne aveva una principale. Quel giorno i manifestanti protestano anche per continuare a definirsi come la “repubblica più jugoslava di tutte", ma fu tutto vano.
I cecchini serbi nell'iconico hotel Holiday Inn sotto il controllo del Partito democratico serbo nel cuore di Sarajevo aprirono il fuoco sulla folla uccidendo sei persone e ferendone molte altre, tra cui due donne, Suada Dilberović e Olga Sučić, che erano nelle prime fila della manifestazione sul ponte di Vrbanja in quel momento. Il ponte sul quale furono uccise fu in seguito ribattezzato in loro onore. Sei cecchini serbi furono arrestati, ma vennero poi scambiati come prigionieri di guerra quando i serbi minacciarono di uccidere il comandante dell'accademia di polizia bosniaca catturata il giorno precedente.
L’avvenimento fu l’inizio dell’assedio più lungo di sempre,  44 mesi che segnarono drammaticamente la storia della Bosnia.
Le testimonianze fornite dall'ex generale della JNA Aleksandar Vasiljević durante il processo per crimini di guerra a Slobodan Milošević all'Aja contraddicevano l'accusa secondo cui furono i cecchini serbi ad aprire il fuoco.
Le dichiarazioni fornite da Vasiljević si sono rivelate successivamente false.
Trovandosi sotto il fuoco nemico e non avendo altra scelta, i manifestanti decisero di irrompere nell'edificio del parlamento dove fondarono il cosiddetto "parlamento popolare" (Narodni parliament), offrendo a ciascuna persona di tenere un discorso di due minuti su ciò che dovrebbe essere fatto per risolvere il problema dell'assedio. Molti famosi sarajevesi presero la parola nella sala principale del parlamento. Anche il presidente della Repubblica di Bosnia ed Erzegovina, Alija Izetbegović,  si presentò come cittadino, suscitando forti applausi. L'atmosfera era al suo punto più alto quando apparve il comandante dell'unità delle forze speciali del Ministero degli Interni, Dragan Vikić, dicendo al pubblico di "armarsi contro l'aggressione serba".
È oggetto di contesa tra bosgnacchi, croati e serbi chi furono le prime vittime della guerra in Bosnia. Bosgnacchi e croati considerano Suada Dilberović e Olga Sučić come prime vittime. I serbi considerano invece come prima vittima della guerra Nikola Gardović, il padre di uno sposo ucciso in una processione matrimoniale serba il secondo giorno del referendum, il 1º marzo 1992 nella città vecchia della Baščaršija di Sarajevo.